# Predor Veliki Sveti Bernard

Predor Veliki Sveti Bernard (francosko: Tunnel du Grand Saint-Bernard, italijansko: Traforo del Gran San Bernardo, nemško: Grosser-Sankt-Bernhard-Tunnel) je cestni predor, ki je nadomestil cestni prelaz Veliki Sveti Bernard, in povezuje Martigny (v švicarskem kantonu Valais) s Saint-Rhémy-en-Bosses (v dolini Aoste, v severozahodni Italiji).

## Opis
Skozi predor poteka odsek evropske poti E27, ki povezuje Belfort z Aosto. Za uporabo predora se plača cestnina tudi za voznike, ki so že kupili švicarsko avtocestno nalepko.
Večina njegove 5798 metrov dolžine poteka v ravni liniji, vendar z manjšimi vzdolžnimi nagibi. Severni portal je na nadmorski višini 1918 m, medtem ko je južni na le 1875 m. Na obeh koncih je pristopna cesta do predora pokrita z galerijo / zaščito pred plazovi, da bi zmanjšali tveganje za dostop do predora v primeru slabega vremena. Mejne formalnosti se opravijo za predorom na severnem koncu, čeprav je dejanska državna meja 2938 m od vhoda iz švicarske strani ali 2860 m od italijanskega vhoda.
Ime predora prihaja neposredno od prelaza Veliki Sveti Bernard in s tem posredno od svetnika, ki je leta 1049 ustanovil hospic visoko nad predorom, ki nosi tudi njegovo ime. Turiste na švicarski strani dodatno spomnijo z obcestnimi panoji na svetnikove pse bernardince.

## Zgodovina
Preden je bil predor zgrajen je bil čezmejni promet možen le z uporabo cestnega prelaza Veliki Sveti Bernard. Ta je odprt le v poletnih mesecih in zaprt v obdobju s snegom med oktobrom in majem, včasih tudi dlje. Predor naj bi bil uporaben 365 dni na leto.
Predor je bil odprt za promet 19. marca 1964, ko je bil v gradnji od leta 1958. Ob otvoritvi je bil najdaljši cestni predor na svetu, ki je zamenjal predor Vielha v Kataloniji, ki je bil odprt leta 1948.
Pristopne ceste so se postopoma izboljševale. Tragedija v predoru pod Mont Blancom leta 1999 je spodbudila temeljit pregled varnosti cestnih predorov v več državah, vključno v Švici, zato so načrtovali pomembne varnostne nadgradnje tudi v predoru Veliki Sveti Bernard. Omejitev hitrosti je 80 km / h.

## Reševalni predor
Leta 2010 se je začela gradnja reševalnih / ubežnih predorov na razdalji 22 m od osi cestnega predora. Na vsakih 240 m bo zgrajeno skupno 23 prečnih povezav. Leta 2012 je bil izveden preboj le-teh. Prvotno načrtovano odprtje 2015/2016 je bilo odloženo zaradi razlik med upravljalcem in izvajalci, po ocenah za eno leto. 

## Dostop in priljubljenost
Predor sam in večina povezovalnih cest med Aosto in Martignyjem imajo le dva prometna pasova, po enega za vsako smer in za večino pomembnih mest v Švici in Italiji, brezplačna predor Gotthard in prelaz Simplon ponujata bolj neposredno ali vsaj hitrejše povezavo. To in predvsem cestnina zagotavlja, da predor Veliki Sveti Bernard redko trpi prometne zastoje v počitniški sezoni, ki danes pestijo bolj priljubljene alpske prehode.